# Landsgemeinde

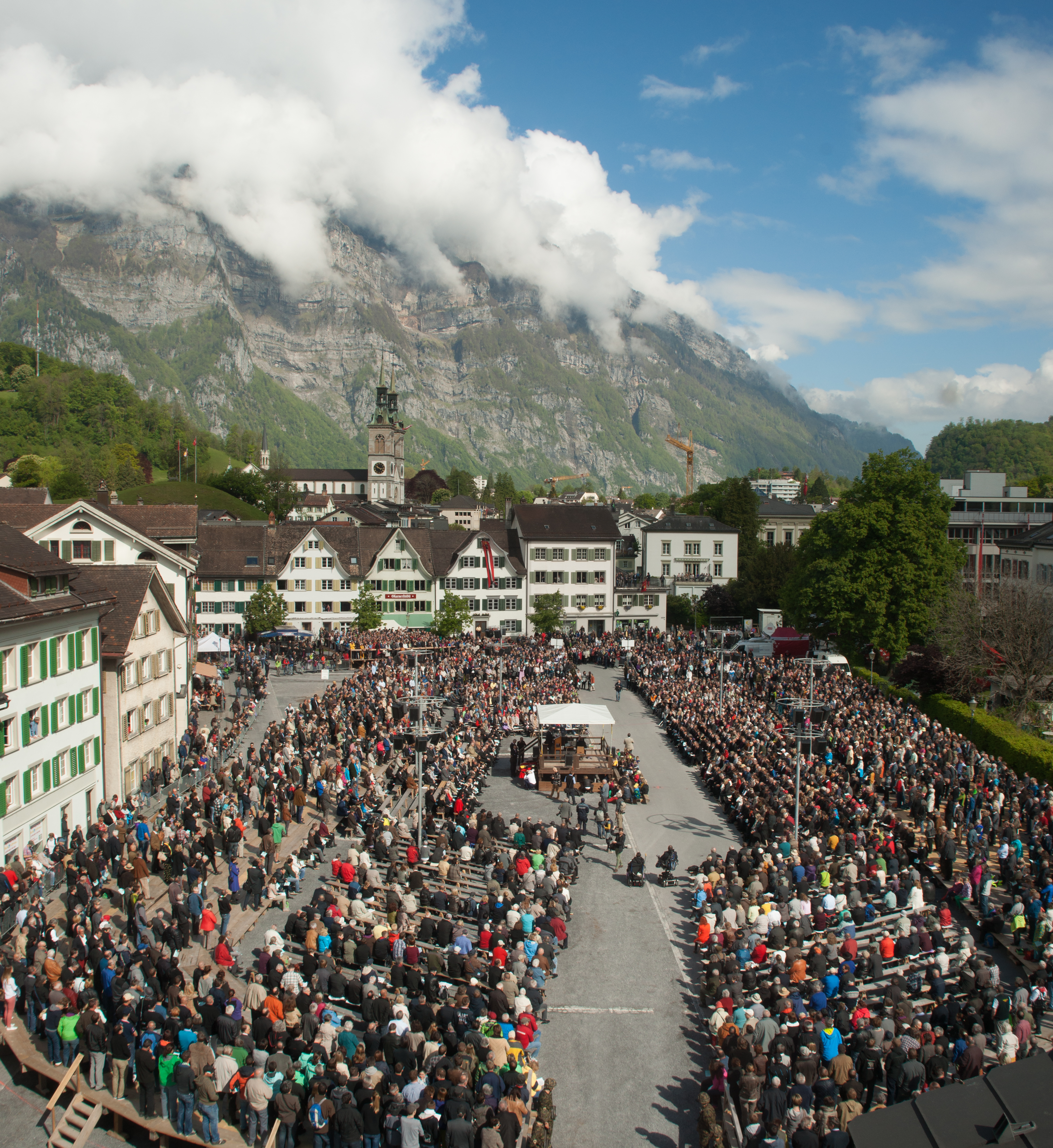
Landsgemeinde i Glarus, en av två kantoner som fortfarande tillämpar ett i princip helt direktdemokratiskt system på kantonal nivå.

Landsgemeinde är en direktdemokratisk lagstiftande församling i Schweiz, som finns historiskt belagd från 1294. Systemet fick sitt genombrott med Schweiz moderna författning 1848, men har därefter avskaffats på kantonal nivå utom i Appenzell Innerrhoden och Glarus. I Uri var det verksamt till 1928; i Obwalden, Appenzell Ausserrhoden och Nidwalden till 1990-talet. På kommunal nivå finns det ännu kvar på vissa håll.